# 希尔反应
希尔反应（英語：Hill reaction）是指在光照条件下，绿色植物的叶绿体裂解水，释放氧气并还原电子受体的反应。该反应由英国科学家罗伯特·希尔在1937年发现，故称“希尔反应”。
原始文献发表于英国《自然》（Nature）杂志。